# Färgens östra strand
Färgens östra strand – miejscowość (tätort) w Szwecji, w regionie administracyjnym (län) Västra Götaland, w gminie Alingsås.
Według danych Szwedzkiego Urzędu Statystycznego liczba ludności wyniosła: 257 (31 grudnia 2015), 286 (31 grudnia 2018) i 286 (31 grudnia 2019).